# Charlotte a Austriei
Arhiducesa Charlotte a Austriei (germană Erzherzogin Charlotte von Österreich; 1 martie 1921 – 23 iulie 1989) a fost fiica împăratului Carol I, ultimul împărat al Austro-Ungariei și a soției acestuia, Zita de Bourbon-Parma. A fost cunoscută sub numele de Charlotte de Bar în timp ce a lucrat în Statele Unite între 1943 - 1956.

## Biografie

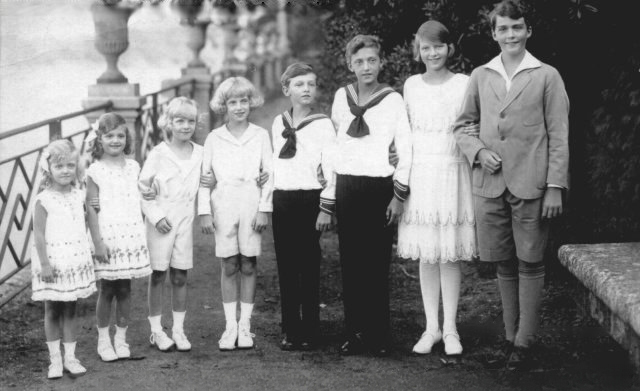
Charlotte (a doua din stânga) împreună cu frații și surorile sale.

Charlotte Hedwig Franziska Josepha Maria Antonia Roberta Ottonia Pia Anna Ignatia Marcus d'Aviano de Habsburg-Lorena s-a născut la Prangins, Elveția, unde familia imperială austriacă trăia în exil după prăbușirea Imperiului austro-ungar în urma Primului Război Mondial.  Familia ei a trăit în diferite țări în timpul exilului: după ce au părăsit Elveția ei ai mers în insula portugheză Madeira, unde tatăl ei a murit la o lună după prima ei aniversare. După decesul fostului împărat, regele Alfonso al XIII-lea al Spaniei a invitat familia regală în exil în Spania. Ei au locuit la palatul Uribarria din Lekeitio, unde Zita a contribuit la educația copiilor ei. Familia a părăsit peninsula iberică în septembrie 1929 când Charlotte avea 8 ani și s-a instalat la Steenokkerzeel, aproape de Bruxelles.
Pentru că prinții și prințesele nu stăpâneau complet limba engleză, familia s-a stabilit în Quebec, provincie francofonă, unde copiii au putut vorbi în franceză. Acolo a studiat la Universitatea Laval. 
În 1943 Arhiducesa Charlotte a început să lucreze în America, în cartierul East Harlem din Manhattan folosind numele de Charlotte de Bar.
În mai 1956, Charlotte s-a logodit cu George, Duce de Mecklenburg și șef al Casei de Mecklenburg-Strelitz. Ei s-au căsătorit civil la 21 iulie 1956 la Pöcking, Germania, și religios patru zile mai târziu. După căsătorie a renunțat la serviciul din America. Soțul ei, Ducele George, a murit la 6 iulie 1963; cuplul nu a avut copii.
Arhiducesa Charlotte, Ducesă de Mecklenburg a murit la München la patru luni după moartea mamei sale.